# Liste von Söhnen und Töchtern der Stadt Tunis
Die Liste von Söhnen und Töchtern der Stadt Tunis enthält eine alphabetische Übersicht von Persönlichkeiten, die in der tunesischen Hauptstadt Tunis geboren wurden.

## A
- Serge Adda (1948–2004), Präsident des französischen Fernsehsenders TV5
- Pierre Agostini (* 1941), französisch-US-amerikanischer Physiker und Hochschullehrer
- At-Tāhir al-Haddād (1899–1935), Schriftsteller, Reformer und Frauenrechtler
- Ali Ben Ali (* 1933), Radrennfahrer
- Corinne Allal (1955–2024), israelische Rock-Musikerin und Musikproduzentin
- Karim Al-Zand (* 1970), kanadisch-amerikanischer Komponist
- Jules Mardochée Amar (1879–1935), französischer Arbeitsphysiologe und Ergonom
- Marwa Amri (* 1989), Ringerin
- Taos Amrouche (1913–1976), kabylische Schriftstellerin und Sängerin
- Mohsen Anani (* 1985), ägyptisch-tunesischer Hammerwerfer
- Muhammad at-Tāhir ibn ʿĀschūr (1879–1973), Religionsgelehrter und Universitätsprofessor
- Ghazi Ayadi (* 1996), Fußballspieler
- Loris Azzaro (1933–2003), französischer Mode- und Parfümschöpfer

## B
- Salma Baccar (* 1945), Filmregisseurin, Produzentin und Politikerin
- Hachemi Baccouche (1916–2008), tunesischer Soziologe und Schriftsteller
- Hajer Bahouri (* 1958), tunesisch-französische Mathematikerin
- Slaheddine Baly (1926–2002), Politiker
- Salah Baouendi (1937–2011), tunesisch-US-amerikanischer Mathematiker
- Claude Bartolone (* 1951), französischer Politiker
- Othman Batikh (1941–2022), islamischer Geistlicher und Mufti von Tunesien
- Henri Bava (* 1957), französischer Landschaftsarchitekt und emeritierter Universitätsprofessor
- Slim Belkhodja (* 1962), Schachgroßmeister
- Moncef Ben Abdallah (* 1946), Politiker und Diplomat
- Tahar Ben Ammar (1889–1985), Politiker
- Tarak Ben Ammar (* 1949), Filmproduzent
- Raouf Ben Amor (* 1946), Film- und Theaterschauspieler sowie Filmproduzent
- Mehdi Ben Attia (* 1968), Filmregisseur und Drehbuchautor
- Mohamed Ben Attia (* 1976), Filmregisseur und Drehbuchautor
- Ali Ben Ayed (1930–1972), Film- und Theaterschauspieler sowie Regisseur
- Jacob Ben Chajim Ibn Adonijah (um 1470–vor 1538), Bibelforscher
- Moez Ben Cherifia (* 1991), Fußballspieler
- Mohamed Amine Ben Hamida (* 1995), Fußballspieler
- Feryel Ben Hassen (* 2004), Tennisspielerin
- Mustafa Ben Jaafar (* 1940), Politiker
- Naoufel Ben Rabah (* 1977), Boxer
- Mohamed Ali Ben Romdhane (* 1999), Fußballspieler
- Alain Bensoussan (* 1940), französischer Mathematiker
- Farhat Ben Tanfous (* 1971), Honorarkonsul der Bundesrepublik Deutschland
- Habib Ben Yahia (* 1938), Diplomat und Politiker
- Fakhreddine Ben Youssef (* 1991), Fußballspieler
- Pierre Besnainou (* 1955), französischer Unternehmer, Präsident des Europäischen Jüdischen Kongresses (2005–2007)
- Nikola Bilyk (* 1996), österreichischer Handballspieler
- Henri Bismuth (* 1934), französischer Chirurg
- Roberto Blanco (* 1937), deutscher Schlagersänger und Schauspieler
- Paul Boccara (1932–2017), französischer Historiker und Ökonom
- Kamel Bou-Ali (* 1958), Boxer
- Slim Bouaziz (* 1950), Schachgroßmeister und -trainer
- Inès Boubakri (* 1988), Florettfechterin
- Alain Boublil (* 1941), französischer Musical-Autor
- Abdelhamid Bouchnak (* 1984), Drehbuchautor und Filmregisseur
- Oussama Boughanmi (* 1990), Handballspieler
- Michel Boujenah (* 1952), französischer Filmschauspieler und -regisseur
- Habib Boularès (1933–2014), Journalist, Schriftsteller und Politiker
- Leyla Bouzid (* 1984), Filmregisseurin und Drehbuchautorin
- Anouar Brahem (* 1957), Komponist und Virtuose
- Serge Bramly (* 1949), französischer Schriftsteller, Regisseur, Fotograf und Kunstkritiker
- Georges Breny (1930–2005), Schweizer Politiker
- Dany Brillant (* 1965), französischer Sänger
- François Broche (* 1939), französischer Historiker
- Joseph Burgel (1791–1857), Rabbi, jüdischer Richter und Gelehrter

## C
- Claudia Cardinale (* 1938), italienische Schauspielerin
- Youssef Chahed (* 1975), Premierminister von Tunesien
- Tahar Chaïbi (1946–2014), Fußballspieler
- Sorj Chalandon (* 1952), französischer Schriftsteller und Journalist
- Ibn Chaldūn (1332–1406), arabischer Soziologe und Gelehrter
- Hassen Chalghoumi (* 1972), französischer Imam
- Nidhal Chatta (* 1958), Filmregisseur, Filmproduzent und Drehbuchautor
- Kamel Chebli (* 1954), Fußballspieler und -trainer
- Daniel S. Chemla (1940–2008), französisch-US-amerikanischer Physiker
- Karine Chemla (* 1957), französische Mathematikhistorikerin und Sinologin
- Antoni Nadir Cherif (* 1975), deutscher Architekt und Fachbuchautor
- Anis Ben Chouikha (* 1975), Fußballspieler
- Daniel Cohen (1953–2023), französischer Wirtschaftswissenschaftler
- André Charles Collini (1921–2003), Erzbischof von Toulouse
- Paul G. Comba (1926–2017), Astronom
- Antonio Corpora (1909–2004), italienischer Maler
- Aldo Cosentino (1947–2023), französischer Boxer und Europameister
- Jean-Paul Costa (1941–2023), französischer Jurist und Präsident des Europäischen Gerichtshofs für Menschenrechte (2007–2011)
- Piero Costa (1913–1975), italienischer Filmregisseur und Drehbuchautor
- Tommaso Costantino (1885–1950), italienischer Fechter und zweifacher Olympiasieger

## D
- Makram Daboub (* 1972), Fußballtorhüter und -trainer
- Pierre Darmon (* 1934), französischer Tennisspieler
- Bertrand Delanoë (* 1950), französischer Politiker, Bürgermeister von Paris (2001–2014)
- Hischam Djait (1935–2021), Intellektueller und Essayist
- René-Jean Dupuy (1918–1997), französischer Jurist
- Christian Duvaleix (1923–1979), französischer Schauspieler, Drehbuchautor und Regisseur
- George Dyens (1932–2015), französisch-kanadischer Bildhauer
- Roland Dyens (1955–2016), französischer Gitarrist und Komponist

## E
- Selma Elloumi Rekik (* 1956), Unternehmerin und Politikerin
- Salah El Mahdi (1925–2014), Musikwissenschaftler und Komponist
- Chokri El Ouaer (* 1966), Fußballtorhüter
- Brigitte Engerer (1952–2012), französische Pianistin
- Magda Ericson (* 1929), tunesisch-französische Physikerin und Professorin
- Abdelhamid Escheikh (1935–1999), General, Diplomat und Politiker

## F
- Ridha Ferchiou (* 1945), Politiker
- Michèle Fitoussi (* 1954), französische Journalistin und Kolumnistin
- Agata Flori (* 1938), italienische Schauspielerin
- Joseph Franceschi (1924–1988), französischer Politiker

## G
- Moncef Genoud (* 1961), Schweizer Jazzmusiker
- Ali Gharbi (1955–2009), Schwimmer
- Mahbouba Gharbi (* 1973), Ingenieurin und Informatikerin
- Néjib Ghommidh (* 1953), Fußballspieler
- Marc Gicquel (* 1977), französischer Tennisspieler
- Patrick Gonfalone (* 1955), französischer Fußballspieler und -trainer
- Jules Guéron (1907–1990), französischer Chemiker
- Marouene Guezmir (* 1974), Fußballspieler

## H
- Hubert Haddad (* 1947), französischer Schriftsteller, Dramatiker, Essayist und Maler
- Tahar Haddad (1899–1935), Schriftsteller, Reformer und Frauenrechtler
- Oussama Haddadi (* 1992), Fußballspieler
- Fethi Haddaoui (1961–2024), Schauspieler, Filmproduzent und Drehbuchautor
- Ghofrane Haddaoui (1980 oder 1981–2004), französische Boutiquen-Verkäuferin, Opfer einer Steinigung
- Aldo Haïk (* 1952), französischer Schachspieler
- Hanna Hamdi (* 1995), tunesisch-deutsche Fußballspielerin
- Pierre Haski (* 1953), französischer Journalist
- Oussama Hosni (* 1992), Handballspieler
- Sylvie Hubac (* 1956), französische Politikfunktionärin

## J
- Poorna Jagannathan (* 1972), US-amerikanische Schauspielerin und Filmproduzentin
- Radhi Jaïdi (* 1975), Fußballspieler
- Seifeddine Jaziri (* 1993), Fußballspieler
- Ali Jemal (* 1990), Fußballspieler

## K
- Hédi Kaddour (* 1945), französischer Lyriker und Romancier
- Amel Karboul (* 1973), Unternehmerin, Unternehmensberaterin und Politikerin
- Max Karoubi (* 1938), französischer Mathematiker
- Henri Kassagi (1932–1997), tunesisch-französischer Illusionskünstler, Buchautor, Schauspieler und Maler
- Abdellatif Kechiche (* 1960), französischer Regisseur, Drehbuchautor und Schauspieler
- Saïda Keller-Messahli (* 1957), tunesisch-schweizerische Romanistin und islamische Menschenrechtsaktivistin
- Hédi Khayachi (1882–1948), Maler
- Mustafa Khaznadar (1817–1878), Präsident (Großwesir, 1837–1873)
- Nadia Khiari (* 1973), französisch-tunesische Zeichnerin, Karikaturistin und Professorin für bildende Kunst
- Phillip King (1934–2021), britischer Bildhauer

## L
- Bahi Ladgham (1913–1998), Premierminister von Tunesien (1969–1970)
- Marcel Lanfranchi (1921–2013), französischer Fußballspieler und -trainer
- Jean Lanfranchi (1923–2017), französischer Fußballspieler und -trainer
- Félix Lecoy (1903–1997), französischer Romanist und Mediävist
- Ofer Lellouche (* 1947), israelischer Maler, Grafiker, Bildhauer und Videokünstler
- Christian Lété (* 1944), französischer Jazz-Schlagzeuger
- Guido Levi (1896–1986), italienischer Antifaschist
- François Le Vot (* 1970), französischer Kunstflugpilot
- Pierre Lévy (* 1956), französischer Philosoph
- Jameleddine Limam (* 1967), Fußballspieler

## M
- Yoelle Maarek (* 1962), israelische Informatikerin
- Ahmed Taoufik El Madani (1898–1983), algerischer Historiker und Politiker
- Charlie Magri (* 1956), britischer Boxer
- Haykel Ben Mahfoudh (* 1971), Rechtswissenschaftler
- Skander Mansouri (* 1995), Tennisspieler
- Carlos Marcello (1910–1993), italo-amerikanischer Mobster der amerikanischen Cosa Nostra
- Béchir Mardassi (* 1929), Radrennfahrer
- Aymen Mathlouthi (* 1984), Fußballtorhüter
- Emel Mathlouthi (* 1982), Singer-Songwriterin
- Christian de la Mazière (1922–2006), französischer Journalist und Kriegsfreiwilliger der deutschen Waffen-SS
- Guy Mazzoni (1929–2002), französischer Schachspieler
- Fouad Mebazaa (1933–2025), Staatspräsident Tunesiens (2011)
- Abdelwahab Meddeb (1946–2014), tunesisch-französischer Schriftsteller und Hörfunkmitarbeiter
- Baya Medhaffar (* 1995), Filmschauspielerin und Sängerin
- Ahmed Mejri (* 1990), Boxer und Olympiateilnehmer
- Khaled Melliti (* 1984), Fußballspieler
- Oussama Mellouli (* 1984), Schwimmer
- Albert Memmi (1920–2020), französischer Schriftsteller und Soziologe
- Leïla Menchari (1927–2020), tunesisch-französische Schaufenstergestalterin
- Mahmoud Mestiri (1929–2006), Diplomat und Politiker
- Lotfi Mhaissi (* 1964), Fußballspieler
- Claude Milazzo (1929–1993), französischer Boxer
- Sandra Milo (1933–2024), italienische Schauspielerin
- Makram Missaoui (* 1981), Handballspieler
- Fatma Moalla (* 1939), tunesische Mathematikerin und Hochschullehrerin; erste Tunesierin, die eine Agrégation und eine Promotion in Mathematik erwarb
- Serge Moati (* 1946), französischer Regisseur, Produzent und Schauspieler
- Sadok Mokaddem (1914–1993), Diplomat und Politiker
- Adnane Mokrani (* 1966), algerischer muslimischer Theologe und Experte für christliche Theologie
- Ahlam Mosteghanemi (* 1953), algerische Schriftstellerin
- Khaled Mouelhi (* 1981), Fußballspieler
- Ahmed M'Raihi (* 1978), ehemaliger Radrennfahrer
- Amine M‘Raihi (* 1986), Musiker und Psychiater
- Saïd Ben Mustapha (1938–2024), Diplomat und Politiker

## O
- Aziz Ouakaa (* 1999), tunesischer Tennisspieler

## N
- Mokhtar Naili (* 1953), Fußballspieler
- Radhia Nasraoui (* 1953), Menschenrechtsanwältin
- Ali Neffati (1895–1974), Radrennfahrer

## P
- Franco Pace (* 1942), italienischer Segelsport- und Yacht-Fotograf
- Alberto Pellegrino (1930–1996), italienischer Fechter
- Victor Perez (1911–1945), Boxer
- Nicola Pietrangeli (* 1933), italienischer Tennisspieler
- Christian Pire (1930–2000), französischer Wasserspringer
- Edgard Pisani (1918–2016), französischer Politiker und EG-Kommissar (1981–1984)
- Philippe Pozzo di Borgo (1951–2023), französischer Unternehmer

## R
- Faouzi Rouissi (* 1971), Fußballstürmer
- Francesco Marcello Ruggirello (1929–2010), italienischer Diplomat

## S
- Omrane Sadok (1937–2021), Boxer
- Saïd Ben Saïd (* 1966), tunesisch-französischer Filmproduzent
- Karim Saidi (* 1983), Fußballspieler
- Ahmed Sassi (* 1993), Fußballspieler
- Sadok Sassi (* 1945), Fußballspieler
- Paul Sebag (1919–2004), tunesisch-französischer Soziologe, Historiker und Journalist
- Philippe Séguin (1943–2010), französischer Politiker
- Oussama Sellami (* 1979), Fußballspieler
- Selima Sfar (* 1977), Tennisspielerin
- Gérard Siracusa (* 1957), französischer Perkussionist, Schlagzeuger und Komponist
- Walid Soliman (* 1975), Dolmetscher und Schriftsteller
- Amina Srarfi (* 1958), Violinistin und Dirigentin
- Bassem Srarfi (* 1997), Fußballspieler

## T
- Mohamed Talbi (1921–2017), Historiker, Professor und islamischer Denker
- Issam Tej (* 1979), Handballspieler
- Ziad Tlemçani (* 1963), Fußballspieler
- Mohamed Touati (* 1939), Radrennfahrer

## V
- Maria Rosa Valenza (1923–2007), italienische Kostümbildnerin, Malerin, Drehbuchautorin und Szenenbildnerin

## W
- Ulrik Wilbek (* 1958), dänischer Handballtrainer
- Georges Wolinski (1934–2015), französischer Zeichner und Karikaturist

## Y
- Mohamed Ali Yacoubi (* 1990), Fußballspieler

## Z
- Sara Zaafarani (* 1963), Ingenieurin und Politikerin
- Ariel Zeitoun (* 1945), französischer Filmproduzent, -regisseur und Drehbuchautor
- Moataz Zemzemi (* 1999), Fußballspieler
- Yazid Zerhouni (1937–2020), algerischer Politiker
- Ala Zoghlami (* 1994), italienischer Leichtathlet
- Osama Zoghlami (* 1994), italienischer Leichtathlet
- Alessandro Zuppardo (* 1959), italienischer Pianist und Chorleiter